# مصرف ادخار

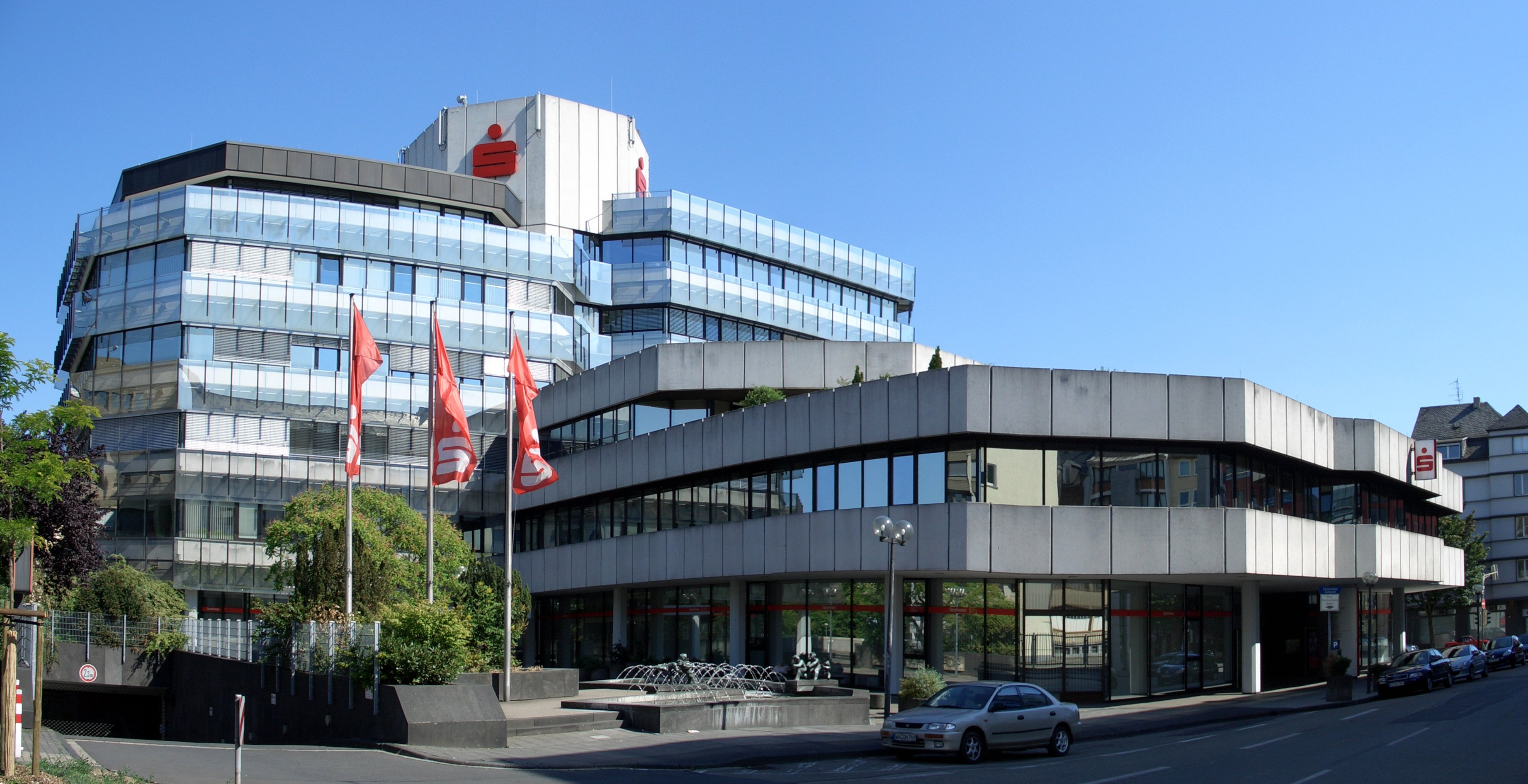

مصرف أو بنك الادخار هو مؤسسة مالية هدفها الرئيسي قبول ودائع الادخار ودفع الفائدة على تلك الودائع.
نشأت في أوروبا خلال القرن الثامن عشر بهدف توفير الوصول إلى منتجات الادخار لجميع المستويات في السكان. وغالبًا ما تكون هذه البنوك السابقة مرتبطة بالصالح الاجتماعي، وقد صُممت غالبًا لتشجيع ذوي الدخل المنخفض على توفير المال والحصول على الخدمات المصرفية. وقد أنشأتها الحكومات أو جماعات أو منظمات ملتزمة اجتماعيا، مثل الاتحادات الائتمانية . وقد اتخذ الهيكل والتشريع أشكالًا مختلفة في بلدان مختلفة خلال القرن العشرين.
شهد ظهور الخدمات المصرفية عبر الإنترنت في نهاية القرن العشرين مرحلة جديدة في مصارف الادخار من خلال بنوك الادخار عبر الإنترنت والذي يدفع مستويات أعلى من الفوائد في مقابل وصول العملاء فقط عبر شبكة الإنترنت.

## التاريخ
في أوروبا، نشأت بنوك الادخار في القرن التاسع عشر أو في بعض الأحيان في القرن الثامن عشر. كان هدفها الأصلي هو توفير منتجات ادخار يسهل الوصول إليها لجميع شرائح السكان. في بعض البلدان، تم إنشاء بنوك الادخار بمبادرة عامة، بينما في بلدان أخرى، أنشأ الأفراد الملتزمون اجتماعيًا مؤسسات لوضع البنية التحتية اللازمة.
في عام 1914 ، قال (مرجع الطلاب الجدد للعمل) عن الأصول لهذا النوع من البنوك: 
تدعي فرنسا الفضل في كونها والدة لبنوك الادخار، واستندت هذه المطالبة إلى بنك الادخار الذي قيل إنه تم إنشاؤه عام 1765 في مدينة برومات، ولكن يظهر من السجلات أن فكرة بنك الادخار تم اقتراحها في إنجلترا منذ عام 1697 كان هناك بنك ادخار في هامبورغ، ألمانيا، في عام 1778 وفي بيرن، سويسرا، في عام 1787. وتأسس أول بنك للادخار باللغة الإنجليزية في عام 1799 ، وبدأت بنوك التوفير البريدية في إنجلترا في عام 1861.
كان أول بنك ادخار مستأجر في الولايات المتحدة هو مؤسسة الادخار للمدخرات في مدينة بوسطن، التي تم تأسيسها في 13 ديسمبر 1816. بدأت جمعية صندوق فيلادلفيا للتوفير بالعمل في العام نفسه، ولكن لم يتم تأسيسها حتى عام 1819. وفي عام 1818 ، تم دمج المدخرات في بالتيمور وساليم، وفي عام 1819 في نيويورك وهارتفورد ونيوبورت وبروفيدنس.

## حسب البلد
في الوقت الحاضر، حافظت بنوك الادخار الأوروبية على تركيزها على الخدمات المصرفية للأفراد : المدفوعات، ومنتجات الادخار، والائتمانات والتأمينات للأفراد أو الشركات الصغيرة والمتوسطة. وبصرف النظر عن التركيز على البيع بالتجزئة، فإنها تختلف أيضًا عن البنوك التجارية من خلال شبكة التوزيع اللامركزية الواسعة الخاصة بها، والتي توفر لها الوصول المحلي والإقليمي.
- النمسا : انظر Erste Group
- البرازيل : انظر Caixa Econômica Federal
- بلغاريا : انظر بنك DSK
- تشيكوسلوفاكيا : انظر اقتصاد تشيكوسلوفاكيا الشيوعية
- ألمانيا : انظر سباركاسين
- إيطاليا : انظر Cassa di Risparmio
- نيوزيلندا : لم تعد بنوك الادخار موجودة في عام 1987 كنوع رسمي من البنوك، حيث تم استبدالها بالبنوك المسجلة (Grimes ، 1998)
- النرويج : انظر Sparebank
- البرتغال : انظر Caixa Geral de Depósitos
- الاتحاد السوفيتي : تقليديا، يتم ترجمة المصطلح sberkassa الروسي (сберкасса، сберегательная касса) على أنه «بنك الادخار». ومع ذلك sberkassas لم تكن البنوك بالمعنى العام. في البداية، كانت منافذ البنك الحكومي السوفيتي هي الوحيدة، Gosbank حتى عام 1987 ، وسبيربنك (بنك الادخار السوفياتي) بعد ذلك.
- إسبانيا : انظر بنك التوفير (إسبانيا)
- المملكة المتحدة : انظر مصرف التوفير Trustee
- الولايات المتحدة : انظر جمعية الادخار والقروض، وبنك الادخار الفيدرالي، وبنك الادخار المتبادل

### قائمة المراجع
- «تحرير الأسواق المالية في نيوزيلندا» آرثر غرايمز، معهد دراسات السياسات، جامعة فيكتوريا في ولنجتون، ولنجتون، 1998  تم استرجاعه في 11 فبراير 2006.
- Tiwari ، Rajnish and Buse ، ستيفان (2006): القطاع المصرفي الألماني: المنافسة، التوحيد والرضا ، جامعة هامبورغ للتكنولوجيا (TU Hamburg-Harburg)
- Brunner، A.، Decressin، J. / Hardy، D. / Kudela، B. (2004): Germany-Three-Pillar Banking System - Cross-Country Perspectives in Europe، Occasional Paper، International Monetary Fund، Washington، DC 2004.
- موري، أرنالدو (1969). النهوض بمصارف الادخار والتوفير في البلدان النامية ، المعهد الدولي لمصارف الادخار، جنيف.

## روابط خارجية
- المعهد العالمي للادخار والخدمات المصرفية للأفراد / المجموعة الأوروبية للادخار والخدمات المصرفية للأفراد
- Crisis y Reforma de las Cajas de Ahorros en España